# 8907 Такадзі
8907 Такадзі (8907 Takaji) — астероїд головного поясу, відкритий 24 листопада 1995 року.
Тіссеранів параметр щодо Юпітера — 3,242.
Названо на честь Такадзі (яп. たかじ(隆二) такадзі).